# Zanstra (Mondkrater)
Zanstra ist ein Einschlagkrater auf der Rückseite des Erdmondes. Er liegt südöstlich des Kraterpaares Ibn Firnas und King und nordwestlich des Kraters Gregory.
Zanstra ist eine niedrige, abgetragene Formation, die sich nur mit Mühe von ihrer Umgebung unterscheiden lässt. Der Kraterboden ist eben und weist kaum Einschlagspuren auf.

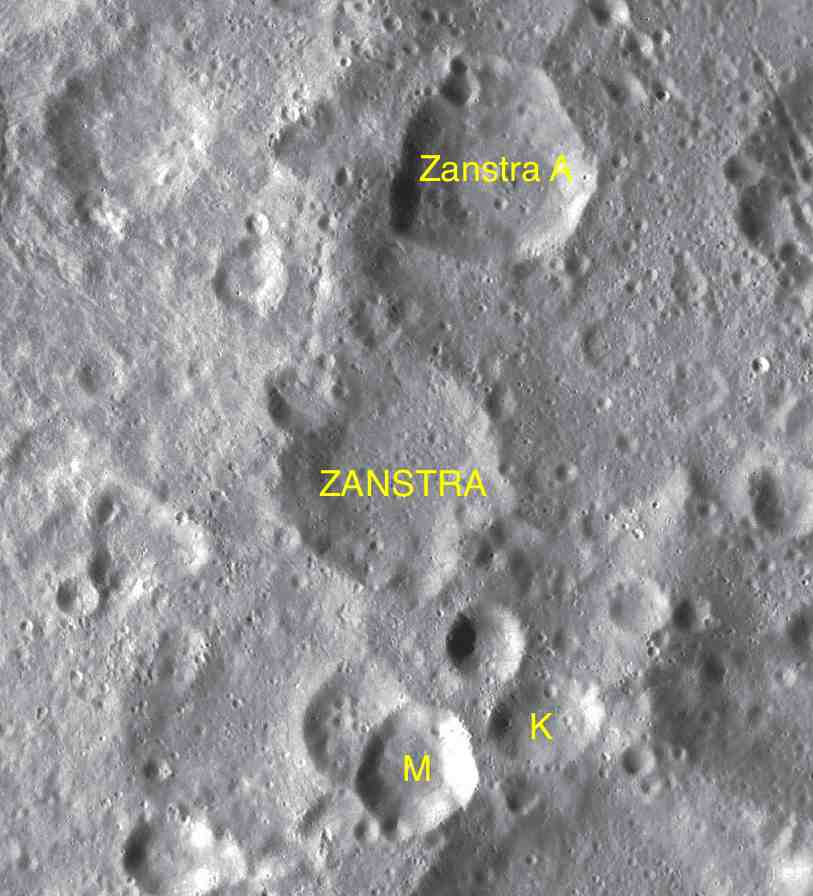
Zanstra und seine Nebenkrater

Zanstra hat drei Nebenkrater:
| Buchstabe | Position           | Durchmesser | Link |
| --------- | ------------------ | ----------- | ---- |
| A         | 4,9° N, 125,26° O  | 35 km       |      |
| K         | 1,58° N, 125,45° O | 17 km       |      |
| M         | 1,32° N, 124,73° O | 22 km       |      |